# Kapavka
Kapavka (latinsky gonorrhoea či hovorově tripl nebo slangově kapela) patří mezi nejrozšířenější sexuálně přenosné nemoci na světě. Způsobuje ji gramnegativní bakterie Neisseria gonorrhoeae. Onemocnění má obvykle charakter hnisavého zánětu sliznic vylučovacích a pohlavních orgánů, někdy také může zasáhnout konečník, hltan, nebo spojivky v očích.

## Původ názvu
Latinské pojmenování gonorrhoea pochází ze dvou slov gonos (ve významu „semeno“) a rhoe (ve významu „téci“). Název odráží skutečnost, že výměšek hlenu byl chybně označován jako semeno. Ve starších záznamech odkazovala etymologie slova k biblickému městu Gomoria (tedy Gomora), pocházející tak z lidové asociace s tímto městem.
Český výraz kapavka je odvozen od slovesa kapat, což je slovo onomatopoického původu. Hovorové označení tripl pochází z německého Tripper, označení pro tuto nemoc rovněž odvozeného ze slovesa trippen ve významu „kapat“.

## Epidemiologie
V roce 2000 zaznamenalo CDC (Center for Disease Control and Prevention – Středisko pro kontrolu nad nemocemi a jejich prevencí) v USA 358 995 případů kapavky. Asi 75 procent všech zaznamenaných případů kapavky se vyskytuje u osob ve věku 15–29 let. Nejpostiženější je skupina žen ve věku 15–19 let, u mužů pak věková kategorie 20–24 let. Ekonomové odhadují, že roční náklady na léčbu kapavky a souvisejících komplikací činí téměř 1,1 miliardy USD.
Kapavka se nejčastěji šíří při pohlavním styku. Infikované ženy mohou též přenést kapavku na novorozence během porodu, což se nejčastěji projeví jako oční infekce. Tato komplikace se v ČR prakticky nevyskytuje, protože novorozenci narozeni v porodnici mají preventivně ošetřeny oči vkápnutím Opthalmo Septonexu.
Inkubační doba činí obvykle 2–14 dnů. První symptomy se u mužů obvykle objevují mezi 2. a 5. dnem po infikaci, u žen 4. až 7. den. Někteří lidé ale mohou být asymptomatičtí (bez příznaků) i několik měsíců.
Jelikož jde o nemoc, která se šíří prakticky pouze pohlavním stykem, je nejúčinnější prevencí věrnost jedinému partnerovi nebo alespoň pečlivý výběr sexuálních partnerů. Poměrně účinně snižuje pravděpodobnost přenosu správné užití bariérové antikoncepce (např. kondom).

## Průběh onemocnění
První infikované místo je obvykle tubulární epitel močové trubice a endocervix (výstelka děložního hrdla). Kromě těchto částí pohlavních a vylučovacích orgánů se bakteriím daří v konečníku, orofaryngu (ústní část hltanu) a spojivkách (očí). Vulva a vagina jsou obvykle ušetřeny, protože jsou pokryté vrstevními epitelními buňkami. Proto je u žen prvním místem infekce obvykle děložní hrdlo.
Postupem času se nemoc může rozšířit do dělohy a vejcovodů a ve výsledku zapříčinit tzv. pánevní zánětovou nemoc, která z různých příčin postihuje víc než 1 milión žen v USA každý rok. Ta může způsobit neplodnost (postiženo je asi 10 % infikovaných žen) či mimoděložní těhotenství.
Infekce kapavkou významně zvyšuje riziko infikování HIV. Jde patrně o důsledek oslabení a narušení povrchu sliznic, které kapavka způsobuje.

### Infekce ženských pohlavních orgánů

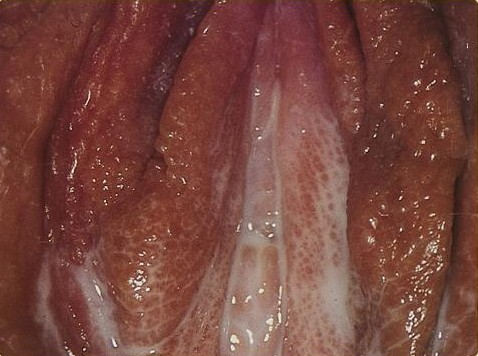
Klinický projev kapavky u genitálu ženy

Asi 50 % žen s kapavkou je asymptomatických, případně jsou symptomy mírné či atypické. Pacientka si může stěžovat na vaginální výtok, dysurii (obtíže při močení), mezimenstruační krvácení nebo krvácení po styku. Cervix se může jevit normálně nebo může nastat cervicitida (zánět děložního hrdla) s hlenohnisavým výpotkem. Postižení močové trubice způsobuje slabou dysurii, hnisavou sekreci a časté nutkání. Kombinace uretritidy (zánětu močové trubice) a cervicitidy při vyšetření je velmi jasná vodítko pro diagnózu, protože obě místa bývají infikována u většiny pacientek.
Pokročilejší symptomy, které mohou indikovat vývoj pánevní zánětové nemoci, zahrnují křeče a bolest, krvácení mezi menstruačními periodami, dávení nebo horečku.

### Infekce mužských pohlavních orgánů

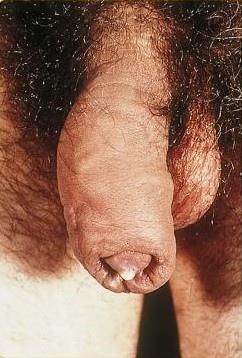
Klinický projev kapavky u genitálu muže

U mužů je nejčastějším projevem dysurie (obtíže při močení) doprovázené řezáním, pálením a hustým hojným hnisavým (podobným kondenzovanému mléku) výtokem z močové trubice (uretry). Vyšetření ukáže zčervenalý externí uretrální močovod. Bez efektivní léčby se může rostoucí infekce rozšířit na nadvarle (epididymis), varlata (testes) nebo prostatu, projevující se navenek bolestí nebo svrběním šourku. Následkem takto rozsáhlé infekce může být neplodnost.

### Infekce hltanu
V případě nakažení kapavkou v hltanu (ženy i muži) se projevuje podobně jako angína.

### Infekce konečníku
Ženy i muži s rektální (konečníkovou) kapavkou mohou mít anální výtok, perianální (kolem análu) svrbění a rektální krvácení. Proktoskopie (instrumentální vyšetření rekta) ukáže zapálenou slizniční membránu s malým množstvím slizu.

## Diagnostika kapavky
Lékaři nebo jiní zdravotníci obvykle používají 3 laboratorní techniky na diagnostiku kapavky: barvicí vzorky přímo na bakterii, detekce bakteriálních genů nebo DNA v moči a růst bakterií v laboratorních kulturách. Mnoho doktorů preferuje použití víc než jednoho testu pro zvýšení přesnosti diagnostiky.
Barvicí test zahrnuje výtěr výtoku z penisu nebo cervixu. Vzorek se umístí na sklíčko a obarví, lékař pak výsledek prohlédne pod mikroskopem. Tento test je spolehlivý u mužů, u žen nelze negativní výsledek považovat za průkazný (asi polovina infikovaných pacientek se jeví jako negativní).
Častěji se používají močové nebo cervikální výtěry pro test detekující geny bakterie. Tyto testy jsou stejně přesné nebo ještě přesnější než kultivace bakterií a používá je mnoho lékařů.
Kultivační test zahrnuje dání vzorku výtoku do kultivační nádoby a její inkubaci na 2 dny, aby mohly bakterie růst. Citlivost tohoto testu závisí na místě, ze kterého se vzorek odebere. Kultury cervikálních vzorků detekují infekci asi na 90 procent. Lékaři mohou též vzít kulturu na detekci kapavky z hrdla. Kultury umožňují i testování na bakterie odolné vůči lékům.

## Léčba kapavky
Základ léčby tvoří správné použití antibiotik. Zvýšení antibiotické rezistence vedlo k poklesu použití penicilinu při léčbě kapavky. V současnosti se preferuje léčba např. ceftriaxonem, což je cefalosporin třetí generace.
Doktoři obvykle předepisují 1 dávku jednoho z následujících antibiotik:
- cefixim
- ceftriaxon
- ciprofloxacin
- ofloxacin
- levofloxacin
- azitromycin

Protože koinfekce s chlamydiemi je častá, lékaři často předepisují kombinaci antibiotik, např. ceftriaxon a doxycyklin nebo azitromycin, která léčí obě nemoci.
Následná léčba je nutná pro zajištění, aby nemoc byla skutečně vyléčena, vyžadují se i následné kontrolní testy, které vyloučí přenašečství. Sexuální partneři u nichž připadá v úvahu onemocnění, by měli být prohlédnuti.

## Kapavkový zánět spojivek u novorozenců

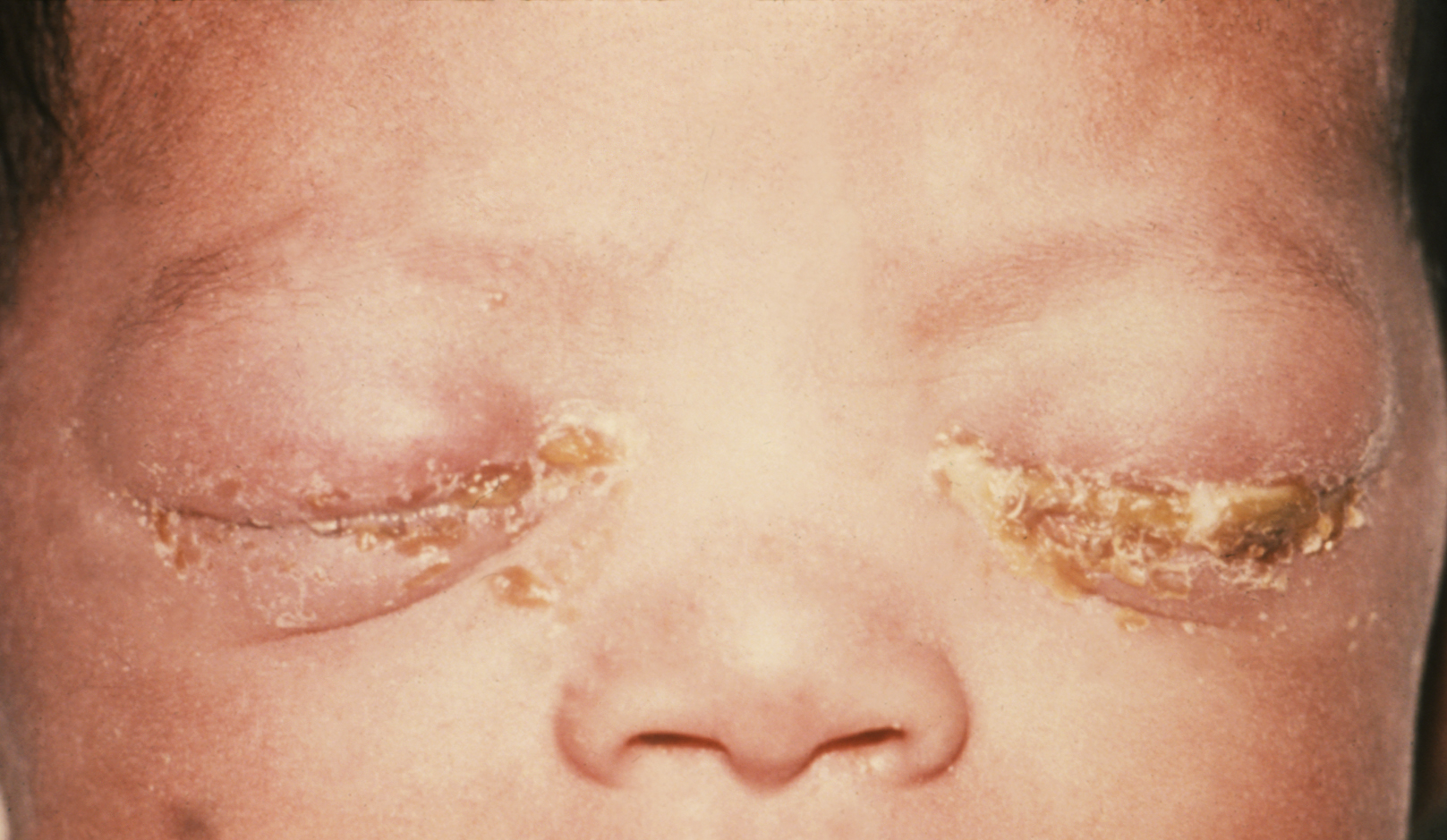
Klinický projev kapavky u dítěte

Těhotné matky infikované kapavkou mohou přenést nemoc na děti během porodu. Gonokoková konjunktivitida (zánět oční spojivky) je jedna z hlavních příčin slepoty u novorozenců. Lze jí předejít aplikací vhodných očních léků, které se nasazují při podezření na zvýšené riziko v tomto směru. Lékaři doporučují, aby se žena před porodem nechala vyšetřit na některé nemoci včetně kapavky.